# Francisco Fernández Rodríguez
Francisco Fernández Rodríguez, noto come Gallego (Puerto Real, 4 marzo 1944), è un ex calciatore spagnolo, di ruolo difensore.

## Carriera
Giocò nella Liga con Siviglia e Barcellona, club con il quale conquistò il campionato nel 1973, la Coppa delle Fiere nel 1966 e nel 1971 e la Copa del Rey nel 1968 e nel 1971. Fece parte della Nazionale spagnola che prese parte al Mondiale 1966 in Inghilterra.